# 中国人民解放军海军潜艇试验试航训练基地
中国人民解放军海军潜艇试验试航训练基地，位于辽宁省大连市旅顺口区旅顺港，隶属中国人民解放军北部战区海军，是中国人民解放军海军唯一的潜艇试验试航训练基地。

## 沿革
该基地是中国人民解放军海军唯一的潜艇试验试航训练基地，担负着新型潜艇试航任务，并且担负新型武器试验任务。
1995年，海军建立验委会制度，在北海舰队潜艇试训基地成立验收科，负责组织军代表、厂家院所进行潜艇航行试验阶段验收工作，并培训接装部队。后来，验收科发展为验收部。验收部负责海军舰艇装备验收。验收部团队攻关十年，完成了“某装备使用试验工程”重大科研成果。验收部还用15个月研制出了“海军舰船装备质量验收管理与质量评价系统”。
针对部分新毕业学员没有当兵经历，不熟悉基层工作的情况，该基地开展了“当兵训练一个月、代理班长两个月、代理排长三个月”的活动，建立起新毕业学员岗前培训常态化机制。
该基地“长城200号”潜艇1964年编入海军战斗序列后，先后26次完成导弹发射试验任务，1982年首次成功完成水下发射运载火箭。1999年10月，“200号”潜艇重新担负发射试验任务。该基地司令员车永哲曾任“200号”潜艇艇长。“200号”潜艇被中央军委授予“水下发射试验先锋艇”荣誉称号。
该基地依山傍海，山顶的制高点设有监控探头。该基地内有主题雕塑，主体为一枚导弹的外壳。

## 历任领导
| 司令员 …… - 车永哲 海军大校（？—？） …… | 政治委员 …… - 谢彬 海军大校（？—？） …… |